# Oppia seminuda
Oppia seminuda är en kvalsterart som beskrevs av Scull, Jeleva och Cruz 1984. Oppia seminuda ingår i släktet Oppia och familjen Oppiidae. Inga underarter finns listade i Catalogue of Life.